# Ruska Slobidka, Berezivka
Ruska Slobidka (în ucraineană Руська Слобідка) este un sat în comuna Ivanivka din raionul Berezivka, regiunea Odesa, Ucraina.

## Demografie
Componența lingvistică a localității Ruska Slobidka
     Ucraineană (90,08%)
     Rusă (8,33%)
     Română (1,19%)
     Alte limbi (0,4%)
Conform recensământului din 2001, majoritatea populației localității Ruska Slobidka era vorbitoare de ucraineană (90,08%), existând în minoritate și vorbitori de rusă (8,33%) și română (1,19%).